# Stadio Nereo Rocco
Das Stadio Nereo Rocco ist ein Fußballstadion in der italienischen Stadt Triest in der Region Friaul-Julisch Venetien. Die Arena ist nach dem erfolgreichen, italienischen Fußballtrainer Nereo Rocco benannt, der in Triest geboren wurde.

## Geschichte
Im Jahr 1987 begannen die Planungen für ein neues Stadion in Triest, da die alte Spielstätte Stadio Giuseppe Grezar aus den 1930er Jahren nicht mehr den Anforderungen entsprach. Auf dem Gelände des alten Schlachthofs Valmaura gleich neben dem alten Stadion erbaute man die Anlage für damals ca. 32.000 Zuschauer. Der markante Bau besteht aus vier rechteckig am Spielfeld liegenden, überdachten Tribünen; insgesamt hat das Stadion aber eine runde Außenform. Die Überdachung besteht aus einer Stahlgerüst-Konstruktion und liegt an den Ecken des Stadions auf Betonpfeilern auf. Die Kosten beliefen sich auf 100 Mrd. ₤it (umgerechnet ca. 51,6 Mio. €)
Am 18. Oktober 1992 fand das erste Spiel in neuen Stadion statt. Der US Triestina traf auf Vis Pesaro (0:1) und den 30.000 Zuschauern gewährte man freien Eintritt zu der Veranstaltung. Die offizielle Einweihung des Stadions wurde im April 1993 beim Fußball-Länderspiel Italien gegen Estland gefeiert.
Zur Einhaltung strengerer Vorschriften bei der Stadionsicherheit sank das Fassungsvermögen der Arena auf momentan 28.565 Plätze.
Im Dezember 2009 bekundete die Stadt das Interesse einer der Austragungsorte für die Fußball-Europameisterschaft 2016 zu werden; für die sich Italien neben der Türkei und Frankreich bewarb. Schlussendlich wurde das Turnier aber an Frankreich vergeben.
Des Weiteren trug Cagliari Calcio aufgrund von Sicherheitsproblemen im heimischen Stadio Sant’Elia die Heimspiele von März 2012 bis Mai 2012 und März 2013 bis Mai 2013 hier aus. Während des Umbaus des Stadio Friuli trug auch Udinese Calcio 2013 dort Qualifikationsspiele der UEFA Europa League aus.
Neben den Fußballspielen finden immer wieder Konzerte in der Arena statt. So traten z. B. Zucchero, Vasco Rossi und Luciano Ligabue hier auf.

## Länderspiele im Stadio Nereo Rocco
Bis heute wurden vier Spiele der italienischen Fußballnationalmannschaft im Triester Stadion ausgetragen.
- 14. April 1993:  Italien –  Estland 2:0 (WM-Qualifikation)
- 29. März 1997:  Italien –  Moldau 3:0 (WM-Qualifikation)
- 28. März 2001:  Italien –  Litauen 4:0 (WM-Qualifikation)
- 21. August 2002:  Italien –  Slowenien 0:1 (Freundschaftsspiel)